# Roca Negra (Sandwich del Sur)
La roca Negra (en inglés: Tomblin Rock) es un pequeño islote rocoso de 18 metros de altura, que integra el grupo Candelaria de las islas Sandwich del Sur Tiene forma redondeada y descubierta de nieve, y emerge a 1,3 kilómetros al este-sudeste de la punta Lengua, frente a la costa este de la isla Candelaria, en las coordenadas 57°03′47″S 26°38′27″O / -57.06306, -26.64083.
En esta roca se ubica uno de los puntos que determinan las líneas de base de la República Argentina, a partir de las cuales se miden los espacios marítimos que rodean al archipiélago.
La isla nunca fue habitada ni ocupada, y como el resto de las Sandwich del Sur es reclamada por el Reino Unido que la hace parte del territorio británico de ultramar de las Islas Georgias del Sur y Sandwich del Sur, y por la República Argentina, que la hace parte del departamento Islas del Atlántico Sur dentro de la provincia de Tierra del Fuego, Antártida e Islas del Atlántico Sur.

## Toponimia
Fue cartografiada en 1930 por el personal de Investigaciones Discovery a bordo del RRS Discovery II, nombrándola Black Rock, siendo luego traducido al castellano. 
En 1971, el topónimo en inglés fue cambiado para evitar duplicaciones por parte del Comité de Topónimos Antárticos del Reino Unido. Su nombre británico homenajea a John F. Tomblin, geólogo del British Antarctic Survey que llevó a cabo un estudio detallado de las rocas de la isla Candelaria en 1964.